# Posłowie Rady Najwyższej Ukrainy IV kadencji
Posłowie Rady Najwyższej Ukrainy IV kadencji.

## А
Ołeksandr Abdullin, Wołodymyr Awramenko, Walerij Akopian, Ałła Aleksandrowska, Ihor Aleksiejew, Walerij Alioszyn, Wałentyn Anastasijew, Borys Andresiuk, Wiaczesław Anisimow, Wołodymyr Aniszczuk, Wiktor Antemiuk, Hanna Antonijewa, Jurij Artemenko, Walerij Asadczew, Hennadij Astrow-Szumiłow, Władysław Atroszenko

## B
Ołeksij Baburin, Mykoła Bahrajew, Łeonid Bajsarow, Wiktor Bałoha, Ołeksandr Bandurka, Ołeksandr Baraniwskyj, Wasyl Bartkiw, Iwan Bastryha, Mychajło Bauer, Tetiana Bachtejewa, Roman Bezsmertnyj, Borys Bespałyj, Ołeh Bespałow, Serhij Byczkow, Ołeksandr Biłowoł, Oksana Biłozir, Ołeh Biłorus, Łew Biriuk, Ołeh Błochin, Raisa Bohatyrowa, Wołodymyr Bojko, Jurij Bojko, Iwan Bokyj, Wołodymyr Bondar, Wołodymyr Bondarenko, Hryhorij Bondarenko, Ołeksandr Bondarczuk, Serhij Bondarczuk, Ołeksandr Borzych, Walery Borzow, Wiktor Borszczewśkyj, Wołodymyr Bronnikow, Serhij Bubka, Mykoła Budahianc, Pyłyp Bużdyhan, Heorhij Bujko, Ołeksandr Buriak, Serhij Buriak

## C
Ołeksandr Carenko, Ołeh Cariow, Witalij Cechmistrenko, Petro Cybenko, Enwer Ckitiszwili, Wasyl Cuszko, Wasyl Chara, Stepan Chmara, Wasyl Chmelnyćkyj, Witalij Chomutynnik, Julija Czebotariowa, Serhij Czełnokow, Ihor Czełombitko, Jewhen Czerwonenko, Wasyl Czerwonij, Łeonid Czernowećkyj, Wołodymyr Czerniak, Mykoła Czeczel, Adam Czykał, Serhij Czyczkanow, Wałerij Czyczkow, Taras Czornowił, Ołeksandr Czornowołenko, Refat Czubarow

## D
Liudmyła Dawydowa, Stepan Dawymuka, Hryhorij Daszutin, Wołodymyr Demiochin, Łeonid Derkacz, Mustafa Dżemilew, Jarosław Dżodżyk, Petro Dyminśkyj, Mychajło Dobkin, Stanisław Dowhyj, Taras Dowhyj, Anatolij Domanśkyj, Serhij Dorohuncow, Iwan Dracz, Wiktor Draczewśkyj, Wiaczesław Dubyćkyj

## F
Ołeksandr Feldman, Wołodymyr Fiałkowśkyj, Jefim Fiks, Wołodymyr Fiłenko, Kateryna Fomenko, Anatolij Franczuk, Ihor Franczuk

## H
Wasyl Hawryluk, Iwan Hawryluk, Stepan Hawrysz, Łeonid Hadiaćkyj, Istvan Hajdosz, Ernest Hakijew, Mykoła Hanoczka, Hałyna Harmasz, Iwan Herasymow, Olha Hinzburg, Jewhen Hirnyk, Mychajło Hładij, Wasyl Hładkich, Serhij Hmyria, Serhij Hołowatyj, Ołeksandr Hołub, Wasyl Horbal, Anatolij Horbatiuk, Wiktor Horbaczow, Hennadij Horłow, Wołodymyr Hoszowśkyj, Ołeksandr Hranowśkyj, Łeonid Hracz, Ołeh Hraczew, Lilija Hryhorowycz, Ihor Hryniw, Anatolij Hriaziew, Bohdan Hubśkyj, Ołeksandr Hudyma, Ołeh Humeniuk, Eduard Hurwic, Wasyl Hurejew, Stanisław Hurenko, Wadym Hurow

## I
Serhij Iwanow, Iwan Iwanczo, Ołeksij Iwczenko, Pawło Ihnatenko, Jurij Ioffe, Łeonid Isajew

## J
Wołodymyr Jaworiwskyj, Mykoła Jankowskyj, Ołeksandr Jarosławśkyj, Ołeksij Jarosławśkyj, Ihor Juchnowśkyj, Ołej Juchnowśkyj, Wiktor Juszczenko, Petro Juszczenko

## K
Łeonid Kadeniuk, Hryhorij Kałetnyk, Wasyl Kałynczuk, Ihor Kalniczenko, Wiktor Kapustin, Ołeh Karatumanow, Jurij Karmazin, Mykoła Karnauch, Ołeksandr Karpow, Serhij Kasjanow, Mykoła Katerynczuk, Zarema Katuszewa, Wołodymyr Kafarśkyj, Pawło Kaczur, Ołeksandr Kemeniasz, Jarosław Kendzior, Wiaczesław Kyryłenko, Wiktor Kyryłłow, Jewhen Kyrylczuk, Liudmyła Kyryczenko, Serhij Kiwałow, Serhij Kirojanc, Anatolij Kłymenko, Orest Kłympusz, Łeonid Klimow, Andrij Klujew, Jurij Kliuczkowskyj, Wiaczesław Kowal, Ołeksij Kozaczenko, Anatolij Kozłowśkyj, Mykoła Kolisnyk, Ołeksandr Kołoniari, Mykoła Komar, Walerij Konowaliuk, Wiktor Korol, Ołeksij Korsakow, Mychajło Kosiw, Stanisław Kosinow, Jurij Kostenko, Bohdan Kostyniuk, Ołeksandr Kosianenko, Mykoła Krawczenko, Leonid Krawczuk, Mykoła Kruhłow, Jurij Kruk, Mykoła Krul, Heorhij Kriuczkow, Petro Kuźmenko, Ołeksandr Kuźmuk, Anatolij Kukoba, Mykoła Kulczynśkyj, Iwan Kuras, Mykoła Kucharczuk

## L, Ł
Walentyn Ładnyk, Jewhen Łapin, Serhij Łarin, Walerij Łebediwśkyj, Wołodymyr Łewcun, Wołodymyr Łeszczenko, Ołeksandr Lieszczynśkyj, Wadym Łytwyn, Mykoła Lisin, Mychajło Łoboda, Ołeh Łukaszuk, Łewko Łukjanenko, Jurij Łucenko, Anatolij Lowin

## M
Wołodymyr Mazurenko, Witalij Majko, Wołodymyr Majstryszyn, Wołodymyr Makiejenko, Ołeksij Małynowśkyj, Heorhij Manczułenko, Marija Markusz, Mykoła Martynenko, Walerij Martynowśkyj, Adam Martyniuk, Ołeksandr Masenko, Wałentyn Matwiejew, Wołodymyr Matwiejew, Anatolij Matwijenko, Pawło Matwijenko, Serhij Matwijenkow, Eduard Matwijczuk, Mykoła Melnyk, Mykoła Melnykow, Mychajło Melnyczuk, Iwan Myhowycz, Łew Myrymśkyj, Wiktor Myronenko, Walerij Miszura, Wołodymyr Mowczan, Pawło Mowczan, Wołodymyr Mojsyk, Anatolij Mokrousow, Anatolij Moroz, Ołeksandr Moroz, Ołeksandr Morozow, Wiktor Musijaka, Nwer Mchitarian

## N
Wasyl Nadraha, Wołodymyr Nakonecznyj, Anatolij Nalywajko, Ihor Nasałyk, Ołeh Nemyrowśkyj, Wołodymyr Neczyporuk, Stanisław Nikołajenko, Wołodymyr Nowak, Mykoła Nosenko, Mykoła Noszczenko

## O
Mykoła Odajnyk, Serhij Ołeksijuk, Borys Olijnyk, Petro Olijnyk, Witalij Ołujko, Hryhorij Omelczenko, Ołeksandr Omelczenko, Mykoła Oniszczuk, Wasyl Onopenko, Anatolij Orżachowśkyj, Jurij Orobec, Serhij Osyka, Ihor Ostasz

## P
Jurij Pawlenko, Dmytro Pawłyczko, Mykoła Pawliuk, Ołeh Panasowśkyj, Omelian Parubok, Ołeksandr Pekłuszenko, Wołodymyr Petrenko, Wiktor Petrow, Ołeh Petrow, Wołodymyr Piechota, Wiktor Pynzenyk, Anatolij Pysarenko, Petro Pysarczuk, Wiktor Pinczuk, Ihor Płochoj, Ihor Płużnykow, Wołodymyr Pliutynśkyj, Iwan Pluszcz, Serhij Podobiedow, Andrij Poliit, Kyryło Poliszczuk, Mykoła Poliszczuk, Łarysa Poliakowa, Mychajło Polianczycz, Heorhij Ponomarenko, Mychajło Popławśkyj, Petro Poroszenko, Wasyl Potapow, Mychajło Potebeńko, Serhij Prawdenko, Tamara Proszkuratowa, Wołodymyr Puzakow, Walerij Pustowojtenko, Stanisław Pchydenko

## R
Wiktor Razwadowśkyj, Borys Rajkow, Serhij Ratuszniak, Anatolij Rachanśkyj, Ihor Reznik, Ołeksij Remeniuk, Wołodymyr Rybak, Ołeh Rybaczuk, Ołeksandr Rymaruk, Iwan Ryszniak, Mychajło Rodionow, Hennadij Rudenko, Dmytro Rudkowśkyj, Mykoła Rudkowski, Antin Rużyckyj, Wołodymyr Riabika, Pawło Riabikin

## S
Petro Sabaszuk, Wałentyn Sawyćkyj, Wasilij Sałyhin, Ołeh Sałmin, Kateryna Samojłyk, Wałerij Samopławśkyj, Hennadij Samofałow, Dmytro Sandler, Serhij Sas, Rawil Safiullin, Wołodymyr Saciuk, Łeonid Swatkow, Dmytro Swiatasz, Wałentyna Semeniuk, Anatolij Semynoha, Anatolij Serhijenko, Petro Symonenko, Kostiantyn Sytnyk, Wołodymyr Siwkowycz, Jewhen Sihał, Wołodymyr Simonow, Serhij Sinczenko, Wasyl Sirenko, Wołodymyr Skomarowśkyj, Heorhij Skudar, Serhij Słabenko, Wiktor Slauta, Ołeksandr Słobodian, Ihor Smijanenko, Serhij Soboliew, Mykoła Sokyrko, Jurij Sołomatin, Mykoła Sołoszenko, Wołodymyr Spiwaczuk, Iwan Spodarenko, Hennadij Stanećkyj, Stanisław Staszewski, Taras Stećkiw, Iwan Stojko, Ołeksandr Stojan, Stanisław Strebko, Wołodymyr Stretowycz, Pawło Sułkowśkyj, Liudmyła Suprun, Hryhorij Surkis, Jarosław Suchyj, Wałerij Suszkiewycz, Mychajło Siatynia, Wołodymyr Szandra, Ihor Szarow, Mykoła Szwedenko, Ołeksandr Szewczenko, Serhij Szewczuk, Wołodymyr Szepetin, Mykoła Szerszun, Witalij Szybko, Jurij Szyrko, Andrij Szkil, Ihor Szkiria, Wołodymyr Szkliar, Wasyl Szpak, Fedir Szpih, Mykoła Szulha, Ihor Szurma, Nestor Szufrycz

## T
Łeonid Taniuk, Wiktor Taran, Borys Tarasiuk, Ihor Tarasiuk, Serhij Tereszczuk, Serhij Teriochin, Wiktor Tymoszenko, Julia Tymoszenko, Roman Tkacz, Ołeksandr Tkaczenko, Petro Tołoczko, Mykoła Tomenko, Iwan Tomycz, Wiktor Topołow, Ołeksandr Tretiakow, Wadym Trofymenko, Wiktor Turmanow, Ołeksandr Turczynow, Ołeh Tiahnybok

## U
Hennadij Udowenko, Ołeksandr Ustenko

## W
Tarieł Wasadze, Ołeksandr Wasyliew, Iwan Wasiunyk, Kateryna Waszczuk, Andrij Werewśkyj, Wiktor Weretynnykow, Łeonid Wernyhora, Iwan Wernydubow, Josyp Winśkyj, Mychajło Wołyneć, Ołeksandr Wołkow, Wołodymyr Wojusz

## Z
Borys Zahrewa, Ołeksandr Zadorożnij, Wołodymyr Zajec, Iwan Zajec, Wiktor Zaiczko, Walerija Zaklunna-Myronenko, Wołodymyr Zapłatynśkyj, Ołeh Zarubinśkyj, Tetiana Zasucha, Roman Zwarycz, Juchym Zwiahilski, Jewhen Zimin, Ołeksandr Zinczenko, Wołodymyr Zubanow, Mychajło Zubeć, Wałentyn Zubow

## Ż
Dawid Żwania, Pawło Żebriwskyj, Kostiantyn Żewaho, Jewhen Żowtiak, Mykoła Żułynśkyj